# Max Hoeppener

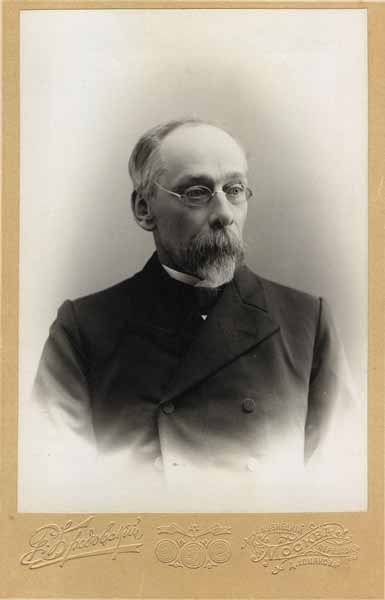
Max Hoeppener

Wilhelm Eduard Maximilian Karlowitsch Hoeppener (russisch Вильгельм-Эдуард Максимилиан Карлович Геппенер; * 4. Junijul. / 16. Juni 1848greg. in Moskau; † 10. Dezember 1924 in Moskau) war ein russischer Architekt.

## Leben
Max Hoeppener war Sohn einer baltendeutschen Familie (der spätere Revaler Bankier Edgar Hoeppener war sein Vetter und der Revaler Handelsunternehmer und Ratsherr Eduard Hoeppener sein Großvater). Er besuchte die Schule an der lutheranischen St.-Peter-und-Paul-Kathedrale und dann das Dritte Moskauer Realgymnasium. 1865–1869 studierte er Bauingenieurwesen an der Technischen Hochschule in Karlsruhe. Während des Studiums fuhr er wiederholt nach Moskau zur Ausführung kleinerer Bauaufträge. 1870 war er im Großherzogtum Baden am Bau eines Museums und einer Bibliothek unter der Leitung des Oberbaurats Karl Josef Berkmüller beteiligt.
Nach seiner Rückkehr 1871 nach Moskau arbeitete Hoeppener als Assistent bei dem Moskauer Architekten Alexander Stepanowitsch Kaminski. Im gleichen Jahr wurde er von der Kaiserlichen Kunstakademie für die Ausführung eines Konzertsaalprojektes als Freier Künstler anerkannt.
1876 wurde Hoeppener als Architekt des Moskauer Waisenhauses berufen. 1876–1879 baute er den Glockenturm des Moskauer Nikolaus-Klosters der Altorthodoxen. Ab 1877 arbeitete er in der Moskauer Stadtverwaltung und wurde Mitglied im Bauausschuss (bis 1913). Damit war er an allen großen Moskauer Bauvorhaben beteiligt: die dritte Mytischtschi-Moskau-Wasserleitung, deren Wassertürme er 1890–1893 baute, die Straßenbahn Moskau, der Bau von Schulen, Heimen und Gymnasien. 1879–1893 war er auch Architekt des Nikolai-Waisenhauses und der Alexander-Waisenschule. 1879 war er in die Moskauer Architektengesellschaft eingetreten.
1881 bis 1895 war Hoeppener Mitglied des Verwaltungsrates der Schule für evangelische Armen- und Waisenkinder. Zusammen mit Carl Gustav Jacoby baute er in Reval die Petri-Realschule, die 1883 fertiggestellt war. Er baute in Moskau die Sokolniki-Feuerwache (1884) und in Kolomna die Dreifaltigkeitskirche (1887–1907). 1894–1899 war er Architekt des Außenministeriums und 1898 auch der der Verwaltung der Moskauer Mädchengymnasien. Anfang der 1890er Jahre arbeitete bei ihm der junge Illarion Alexandrowitsch Iwanow-Schitz als Praktikant, mit dem er später zusammen das A.S. Chomjakow-Mietshaus baute und 1914 Entwürfe für Ausschreibungswettbewerbe erarbeitete. In seinem Büro arbeitete als Zeichnerin seine Revaler Cousine Charlotte Hoeppener (* 4. Februar 1863; † 7. November 1934), Schwester des Bankiers Edgar Hoeppener, dessen Revaler Villa er entworfen hatte. 1905 wurde er zum Vorsitzenden der Architektengesellschaft gewählt, aber schon im folgenden Jahr legte er das Amt wieder nieder. 1913 wurde er Mitglied des Technik-Ausschusses der Moskauer Stadtverwaltung und leitete das Informationsbüro. 1914 wurde ihm die Ehrenmitgliedschaft der Moskauer Architektengesellschaft verliehen.
Nach der Oktoberrevolution arbeitete Hoeppener ab 1918 im Konsultativbüro der Bauabteilung des Moskauer Arbeiterrates. 1921 wechselte er in die Architektengruppe des bautechnischen Komitees und wurde stellvertretender Dezernatsleiter in der Abteilung für Kultureinrichtungen. 1922 wurde er Oberarchitekt in der Verwaltung des Moskauer Gouvernementsarchitekten. 1923 wurde er pensioniert.
Hoeppener fand sein Grab auf dem Moskauer Wwedenskoje-Friedhof, das jedoch nicht erhalten ist. 2011 wurde dort ein Kenotaph mit seiner von dem Bildhauer Nikolai Awwakumow geschaffenen Büste aufgestellt.
Hoeppener war verheiratet mit Agrippina Fjodorowna Kasakowa und hatte zwei Töchter, Helene († 21. Oktober 1976) und Antonina.

## Ehrungen
- Orden der Heiligen Anna III. Klasse (1888)
- Orden des Heiligen Stanislaus II. Klasse (1894)
- Orden der Heiligen Anna II. Klasse (1897)
- Orden des Heiligen Wladimir IV. Klasse (1901)
- Ehrenmedaille zum 51. Jahrestag der Geburt Kaiser Alexander III.
- Ehrenmedaille zur Krönung Kaiser Nikolaus II.

## Werke

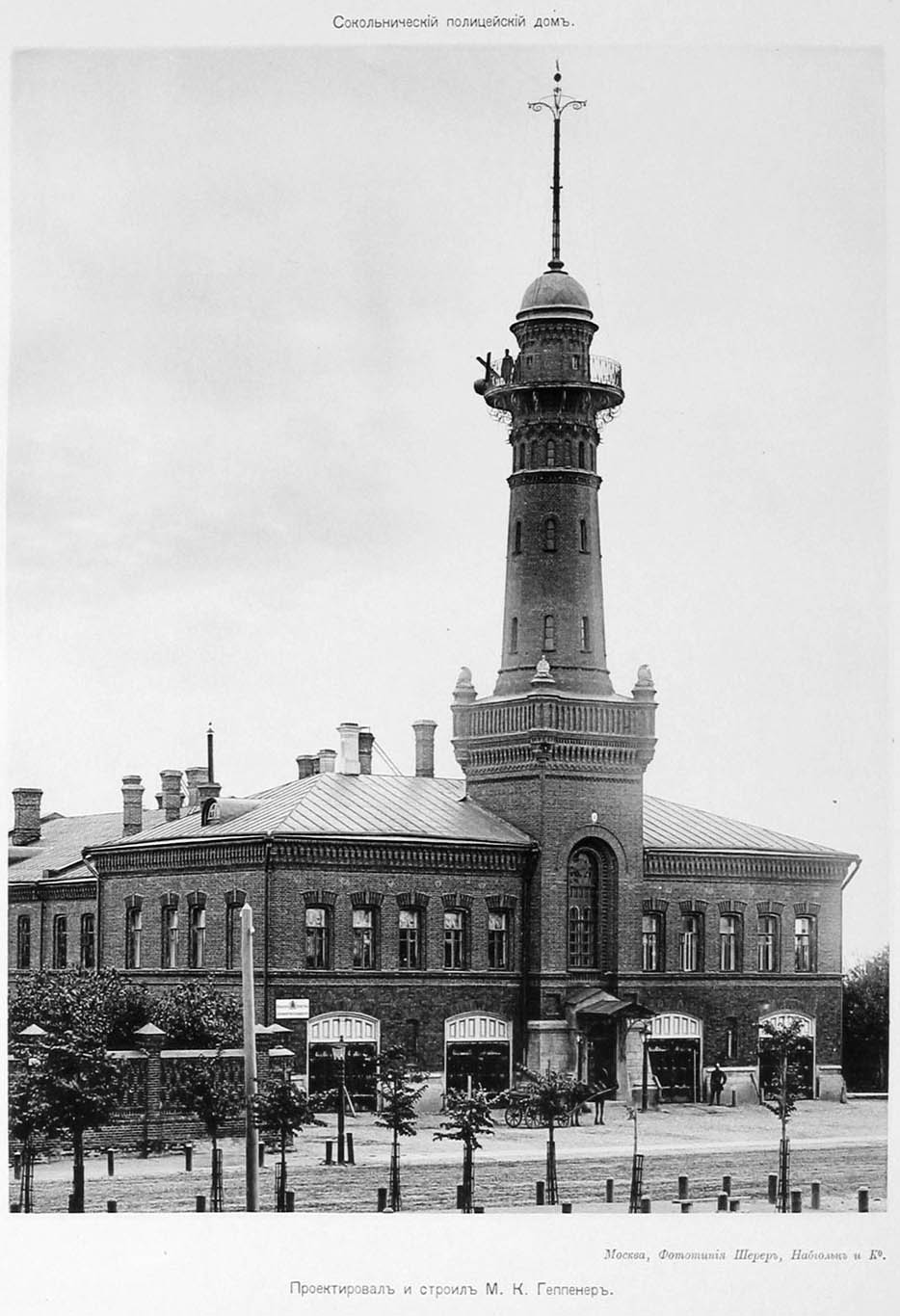
Moskauer Sokolniki-Feuerwache (1884)
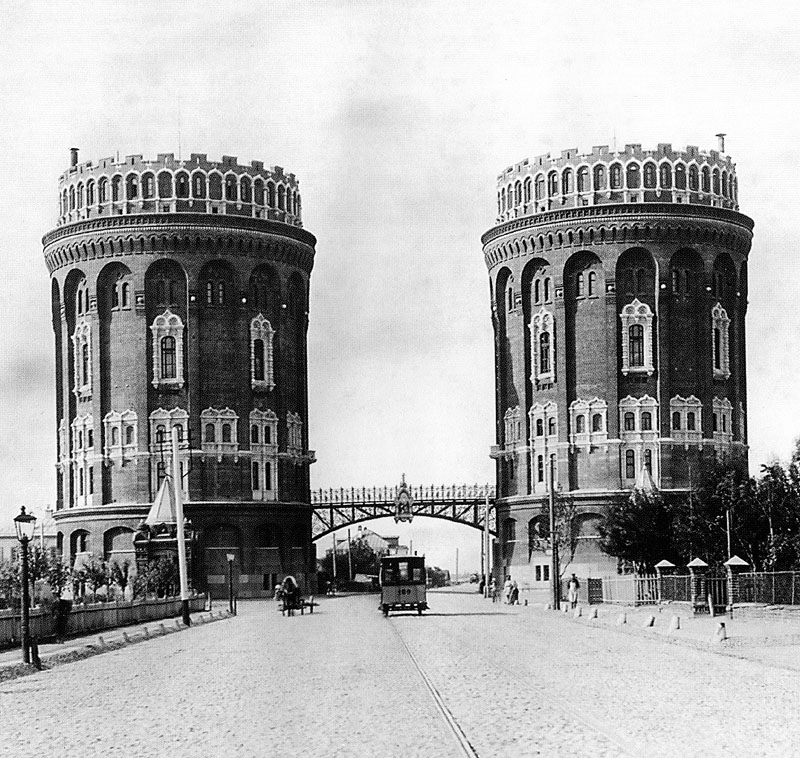
Wassertürme  (1890–1893)
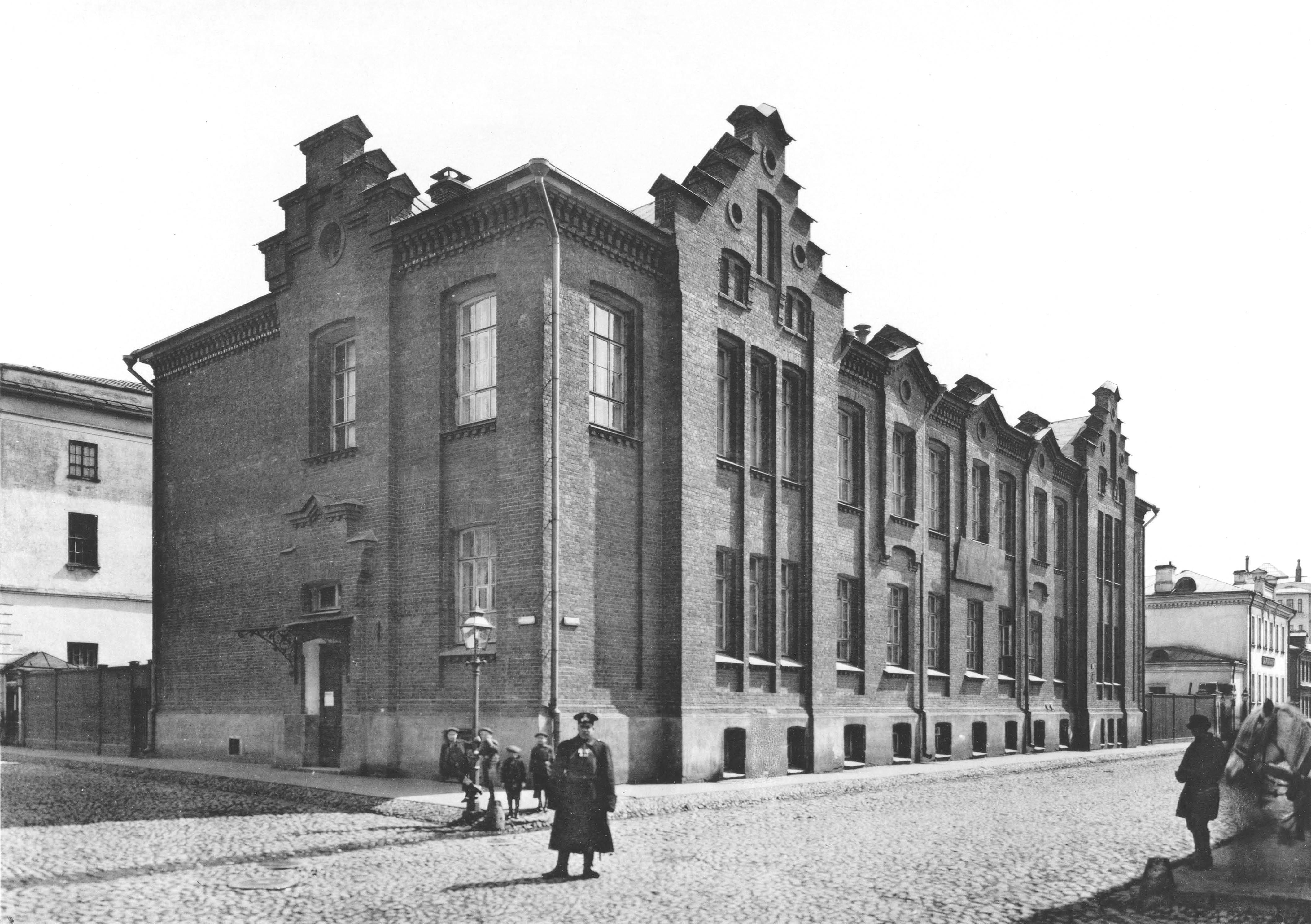
Waisenhaus an der Moskauer Koslowskij-Gasse (1895)
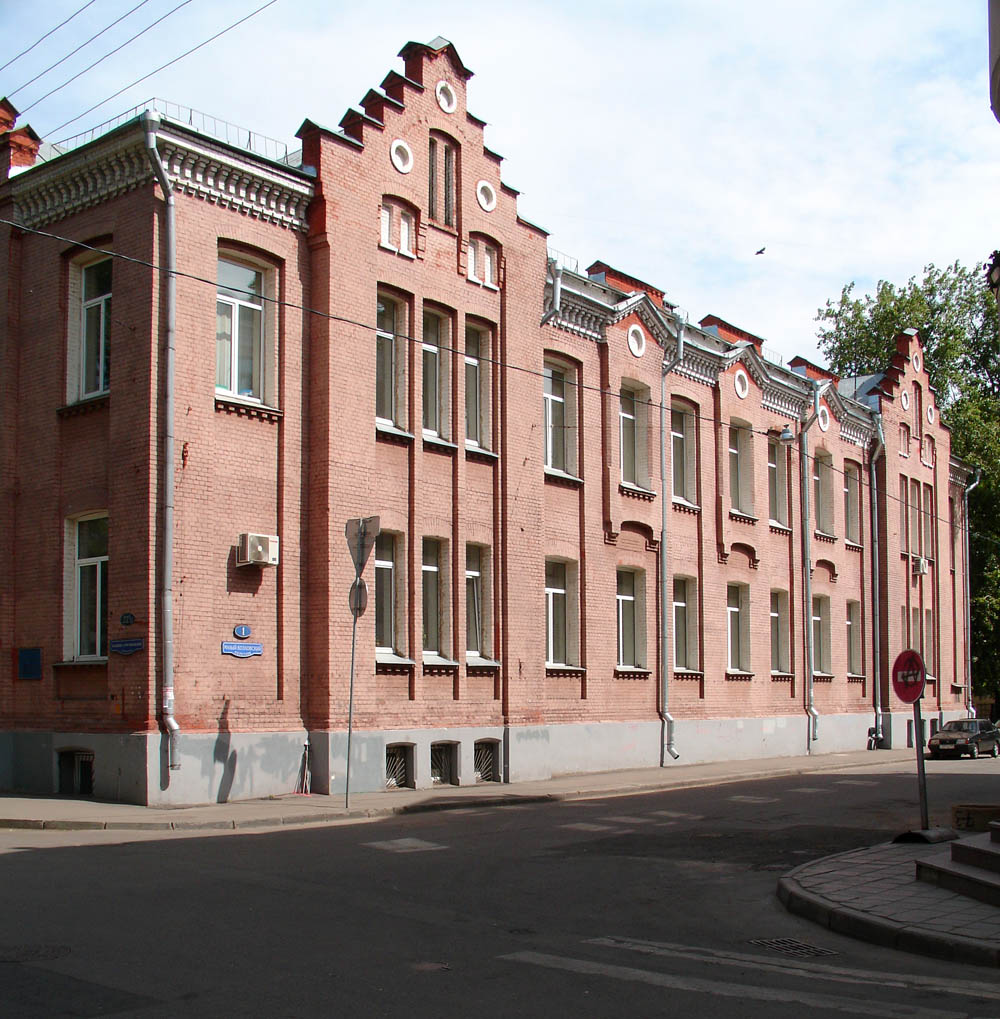
Schule an der Moskauer Charitonjewskij-Gasse
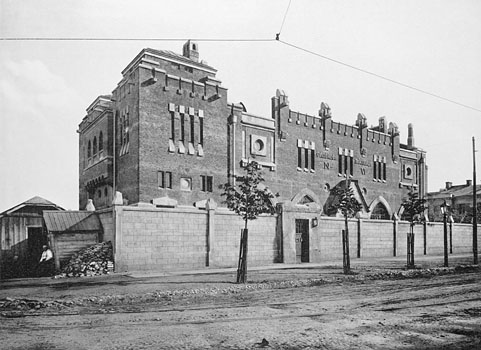
Moskauer Sokolniki-Bahnhof (1905–1910 zusammen mit Alexander Meisner)
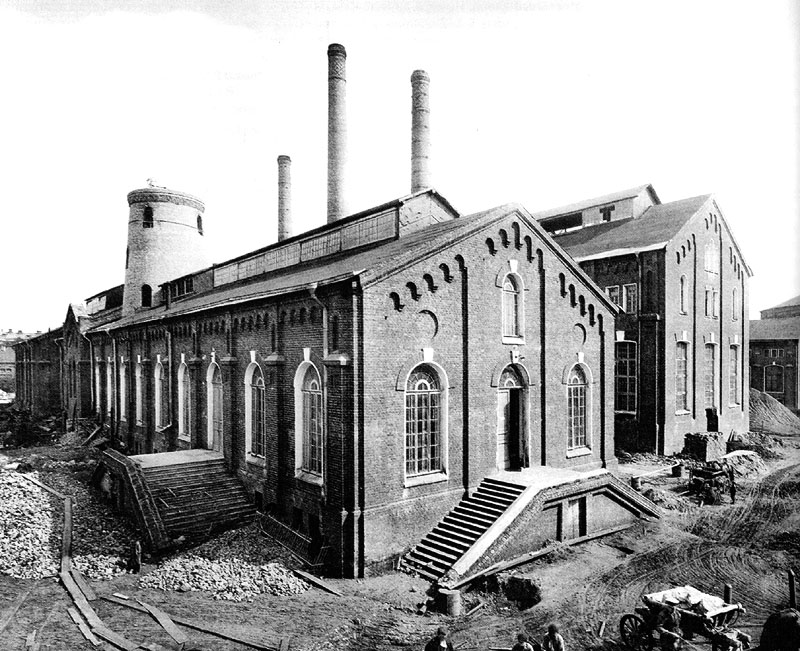
Moskauer Gaswerk (1912)